# Iglesia de San Martín de Canals

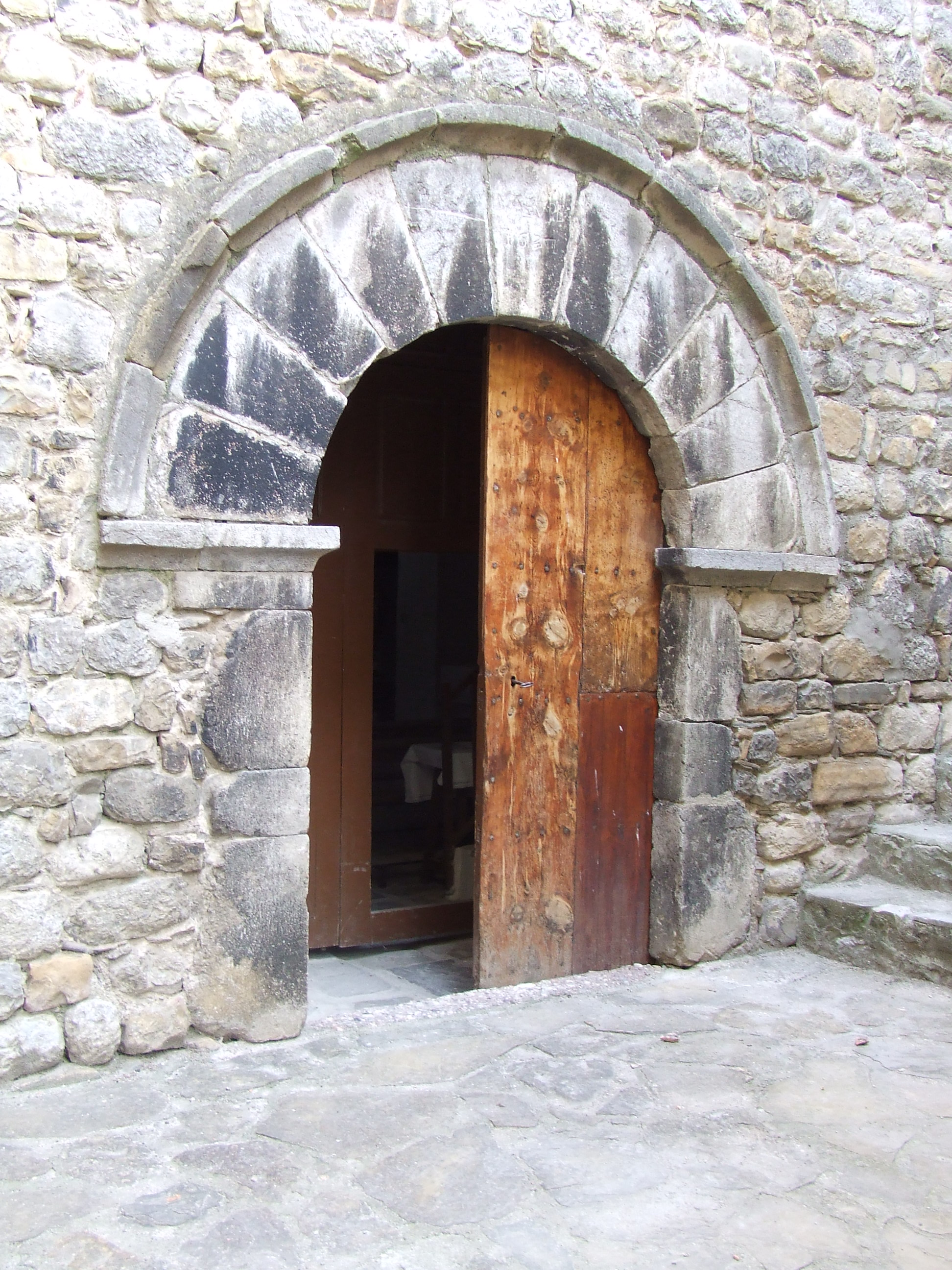
Portada de la iglesia

San Martín de Canals, es la iglesia parroquial románica del pueblo del mismo nombre, perteneciente al municipio de Conca de Dalt, en el Pallars Jussá. Hasta 1969 formaba parte del término municipal de Claverol.
Fue consagrada en 1349, pero se puede tratar de una segunda consagración, ya que está documentada desde el 966, unida siempre al monasterio de Santa María de Gerri.
Es un edificio de una sola nave, con cabecera plana, sin ábside exento. Ha sido muy transformado a lo largo de la historia, y cuesta diferenciar las partes originales de los añadidos posteriores. La parte medieval de la construcción no parece ser anterior al siglo XII.
Un elemento muy significativo de esta iglesia es la espadaña, que contiene dos campanas, conservadas a pesar del paso del tiempo. La pequeña es del año 1690, y la mayor, del 1788. Se puede escuchar el sonido a través del enlace externo de más abajo.